# Jungle Fight 46
Jungle Fight 46 foi um evento de MMA ocorrido dia 13 de dezembro de 2012 no Clube Escola Ibirapuera (Mané Garrincha) São Paulo, São Paulo.
Dos sete confrontos totais, quatro não passaram do primeiro round e os outros três terminaram no assalto seguinte. Quem também não perdeu tempo foi o atleta Elias Silvério, que precisou de menos de 30 segundos para derrotar seu oponente Julio Rafael Rodrigues na luta principal da noite. Foi a terceira vitória seguida de Elias no Jungle, o que possivelmente credencia o paulista por uma disputa de cinturão na categoria dos meio-médios (até 77 kg).